# Acarnà
D'acord amb la mitologia grega, Acarnà (en grec antic: Ἀκαρνάν) va ser un heroi, fill d'Alcmeó i de la nimfa Cal·lírroe, filla del déu riu Aqueloos.
En les seves aventures, Alcmeó havia ofès Fegeu, rei de la Psòfida, a l'Arcàdia, i va morir a mans dels fills d'aquell rei. Quan la seua mare Cal·lírroe es va assabentar dels fets, va demanar als déus, i concretament a Zeus, que l'estimava, que fes passar els seus dos fills, Acarnà i Amfòter, directament de la infantesa a la joventut, a fi de venjar la mort del seu pare. Zeus hi va accedir i així els germans van poder matar els dos fills de Fegeu, Prònous i Agènor, que van trobar a la cort del rei Agapènor. Tot seguit van anar a Psofis i van matar Fegeu, que era el responsable de la mort del seu pare. Els habitants de la ciutat els van perseguir, però van poder fugir i es van refugiar a Tègea, a l'Arcàdia. Ajudats pels seus habitants es van poder defensar dels perseguidors. Després, aconsellats pel seu avi Aqueloos, van anar a Delfos a consagrar a Apol·lo el collaret d'Harmonia, que havia portat a la seva família una llarga llista de crims, i sobretot la mort del seu pare, Alcmeó, i del seu avi Amfiarau. Després van recórrer l'Epir per reclutar companys i van anar a colonitzar la regió d'Acarnània, i els seus habitants, els curets, van adoptar el nom d'acarnanis en honor d'Acarnà.
Una altra tradició explicava que Acarnà va morir quan va voler casar-se amb Hipodamia, la filla d'Enòmau, que matava els seus pretendents.